# Michael Devenney
Michael Paul Devenney (sinh ngày 8 tháng 2 năm 1980) ở Bolton, Anh, là một cầu thủ bóng đá người Anh đã giải nghệ thi đấu ở vị trí hậu vệ cho Burnley ở Football League.
Ông có màn ra mắt ngày 8 tháng 12 năm 1998, trong thất bại 1–0 trước kình địch Preston North End tại Football League Trophy Northern Section Vòng 1, vào sân từ ghế dự bị ở phút 74 thay cho Rune Vindheim.